# 今宮戎駅
今宮戎駅（いまみやえびすえき）は、大阪市浪速区敷津東三丁目2番11号に所在する、南海電気鉄道の駅。駅番号はNK02。
線路名称上は南海本線に所属するが、運行系統上高野線の列車しか停車しない。

## 概要
当駅は今宮戎神社の最寄駅である。
当駅の所属路線は南海本線である。下図に示す通り、当駅を含む難波駅 - 岸里玉出駅間は南海本線所属でありながら、系統上では南海本線と高野線の重複区間となっており、各線の線路も別々に敷設された線路別複々線となっている。このうち、当駅および萩ノ茶屋駅には高野線列車が使用する東側2線のみにホームが設けられており、西側2線には運行系統上の南海本線の上下線が通過する。以前は、東側2線を経由し当駅・萩ノ茶屋駅に停車する南海本線の各駅停車も存在したが、現在は高野線の各駅停車のみが停車する。
|                                 |
| 図 - 難波・岸里玉出間の路線状況 |

## 歴史
- 1907年（明治40年）10月5日：南海鉄道（現、南海電気鉄道）の恵美須駅として開業。
- 1915年（大正4年）7月1日：今宮戎駅に改称[2]。
- 1937年（昭和12年）11月1日：東線（現在の運行系統上の高野線）高架化。
- 1938年（昭和13年）9月10日：高架化完成。
- 1944年（昭和19年）6月1日：戦時統制における会社合併により、旧・南海鉄道が関西急行鉄道に合併、近畿日本鉄道の駅となる。
- 1947年（昭和22年）6月1日：近鉄から旧・高野山電気鉄道への路線譲渡により、現・南海電気鉄道の駅となる。
- 1970年（昭和45年）11月23日：南海本線の東線各駅停車が廃止。以降運行系統上の高野線各駅停車のみの停車となる。
- 2012年（平成24年）4月1日 ：駅ナンバリングが導入され、使用を開始[3][4]。
- 2013年（平成25年）4月1日：無人駅となる。
- 2023年（令和5年）12月23日：リニューアル工事が完了し、エレベーターと多機能トイレが設置される。

## 駅構造
島式1面2線のホームを持つ高架駅。ホームが東側に少し張り出している分、下り線が東側に少し湾曲しており、通過列車は速度制限を受ける。無人駅のため窓口は閉鎖されている。2階にホーム、1階の新今宮駅寄りに改札口がある。便所は改札内にあり、男女別の水洗式。
新今宮駅とは駅間距離が500mしか離れていないため、当駅ホームから新今宮駅ホームや停車中の列車がよく確認できる。

### のりば
| のりば | 路線   | 方向 | 行先                 |
| ------ | ------ | ---- | -------------------- |
| 1      | 高野線 | 下り | 高野山・和泉中央方面 |
| 2      | 高野線 | 上り | なんば行き           |

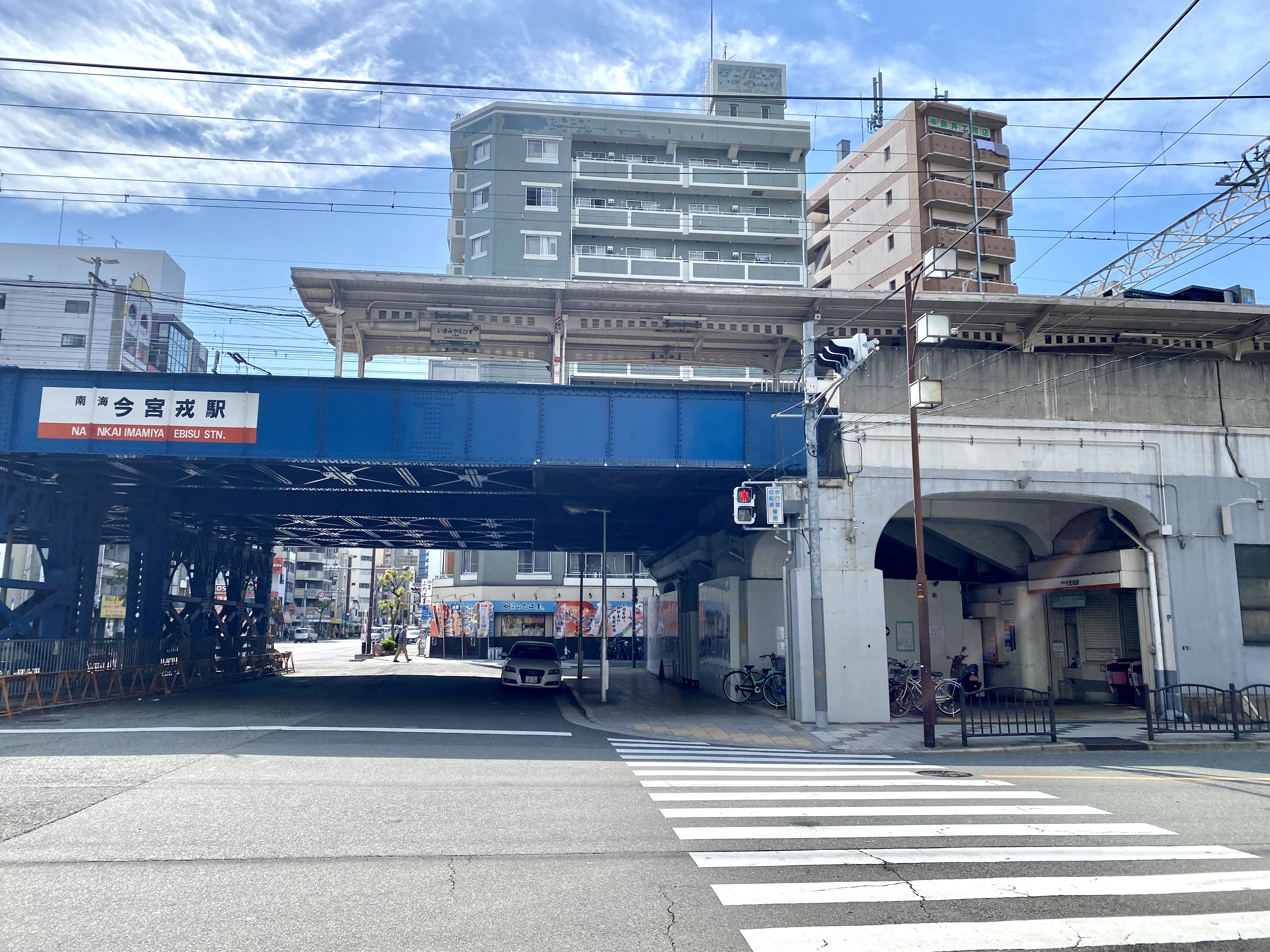
駅全景
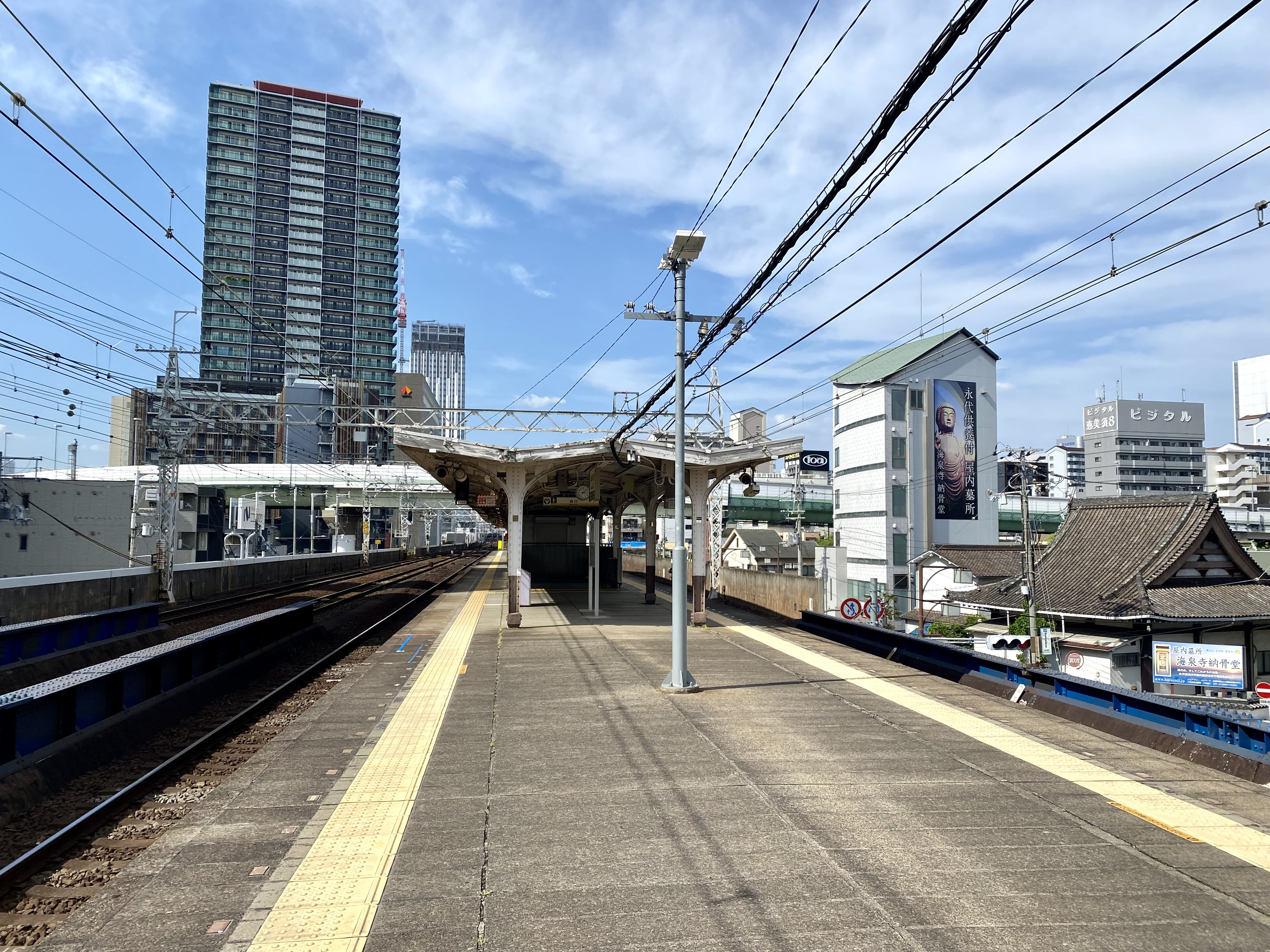
プラットホーム
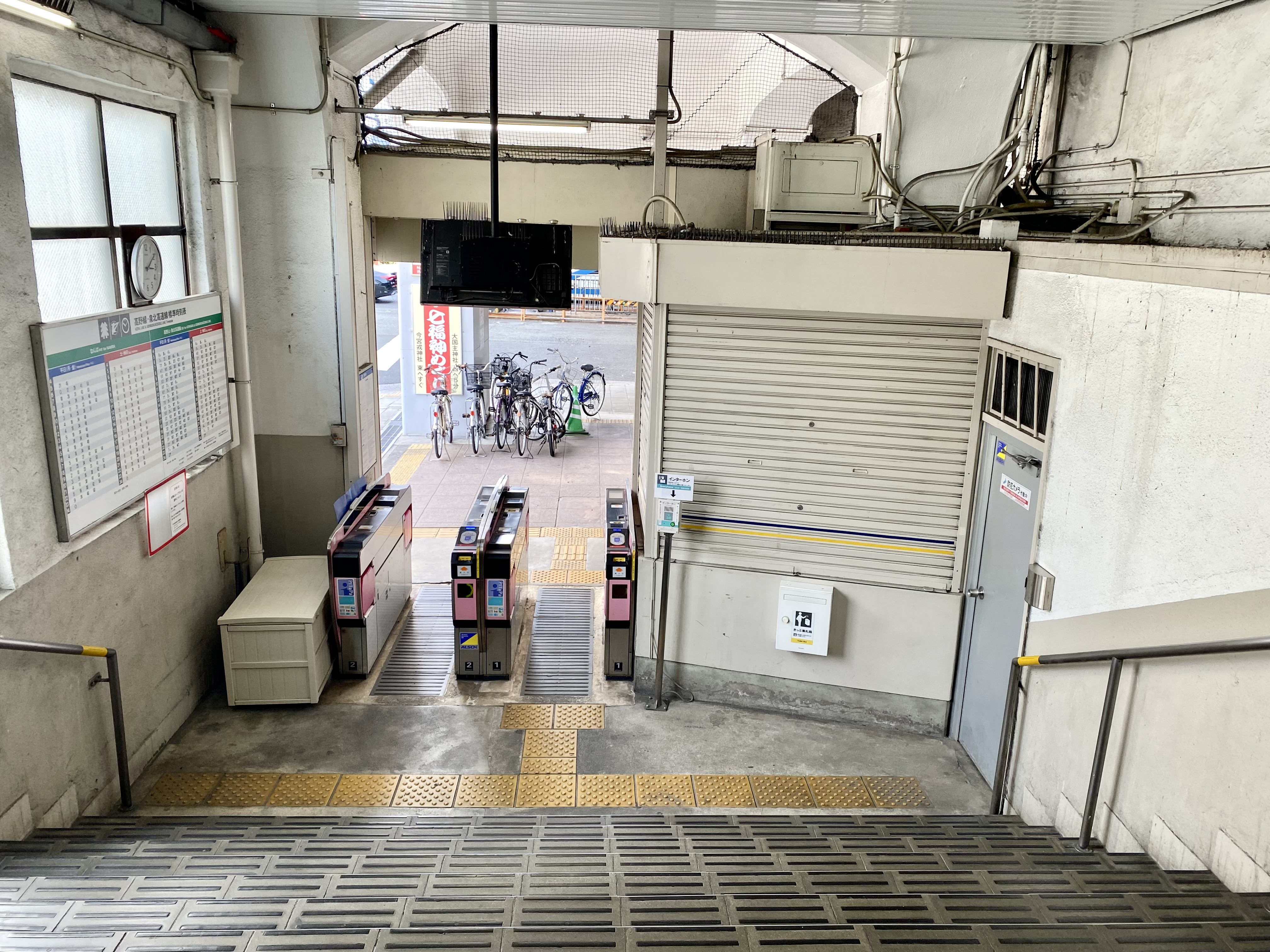
改札口

## 利用状況
「大阪府統計年鑑」によると、2019年（令和元年）次の1日平均乗降人員は1,544人（乗車人員：783人、降車人員：761人）で、南海全100駅中70位である。
両隣りの駅が優等列車停車駅であることや、徒歩圏内にあるためか、利用客は少ない。
近年の1日平均乗降・乗車人員は下表の通りである。
| 年次   | 1日平均 乗降人員 | 1日平均 乗車人員 | 出典   |
| ------ | ---------------- | ---------------- | ------ |
| 1990年 | 2,770            | 1,225            | [ 8 ]  |
| 1991年 | 2,917            | 1,245            | [ 9 ]  |
| 1992年 | 2,650            | 1,162            | [ 10 ] |
| 1993年 | 2,470            | 1,071            | [ 11 ] |
| 1994年 | 2,448            | 1,056            | [ 12 ] |
| 1995年 | 2,341            | 990              | [ 13 ] |
| 1996年 | 2,223            | 928              | [ 14 ] |
| 1997年 | 2,116            | 867              | [ 14 ] |
| 1998年 | 1,834            | 781              | [ 15 ] |
| 1999年 | 1,587            | 726              | [ 16 ] |
| 2000年 | 1,521            | 692              | [ 17 ] |
| 2001年 | 1,415            | 626              | [ 18 ] |
| 2002年 | 1,361            | 595              | [ 19 ] |
| 2003年 | 1,424            | 611              | [ 20 ] |
| 2004年 | 1,392            | 598              | [ 21 ] |
| 2005年 | 1,345            | 582              | [ 22 ] |
| 2006年 | 1,373            | 597              | [ 23 ] |
| 2007年 | 1,369            | 582              | [ 24 ] |
| 2008年 | 1,364            | 585              | [ 25 ] |
| 2009年 | 1,362            | 597              | [ 26 ] |
| 2010年 | 1,319            | 586              | [ 27 ] |
| 2011年 | 1,309            | 587              | [ 28 ] |
| 2012年 | 1,292            | 587              | [ 29 ] |
| 2013年 | 1,331            | 613              | [ 30 ] |
| 2014年 | 1,336            | 617              | [ 31 ] |
| 2015年 | 1,394            | 659              | [ 32 ] |
| 2016年 | 1,406            | 679              | [ 33 ] |
| 2017年 | 1,425            | 697              | [ 34 ] |
| 2018年 | 1,520            | 766              | [ 35 ] |
| 2019年 | 1,544            | 783              | [ 36 ] |
| 2020年 | 958              |                  |        |

## 駅周辺

### 社寺・観光
- 今宮戎神社 - 毎年1月9日から11日にかけて「十日戎（とおかえびす）」が開催され、商売繁盛の神様として知られる。
- 廣田神社
- 木津卸売市場
- Zepp Namba (OSAKA)
- でんでんタウン
- 新世界
- 通天閣

### 学校
- 大阪府立大学 I-siteなんば（南海なんば第1ビル内）
- 大阪府立今宮高等学校
- 大阪市立木津中学校
- 大阪市立浪速小学校・日本橋中学校
- 大阪市立敷津小学校
- 大阪市立大国小学校

### 企業
- 南海電気鉄道本社（南海なんば第1ビル内）
- クボタ 本社
- ニコニコのり 本社

### 周辺駅
- Osaka Metro御堂筋線・四つ橋線 大国町駅
- Osaka Metro堺筋線 恵美須町駅
- 阪堺電気軌道阪堺線 恵美須町停留場
- 国道25号

## 隣の駅
南海電気鉄道
 南海本線
全列車通過
 高野線

■快速急行・■急行・■区間急行・■準急
通過
■各停
難波駅 (NK01) - 今宮戎駅 (NK02) - 新今宮駅 (NK03)
- ( ) 内は駅番号を示す。